# Svjatoslav III Igorevič
Svjatoslav III Igorevič (in russo Святослав Игоревич?; in ucraino Святослав Ігорович?; 1176 – settembre 1211) fu principe di Volinia dal 1206 al 1208 e principe di Przemyśl dal 1210 al 1211.
Discendente dal ramo Olgoviči della dinastia rjurikide, nell'ottobre del 1188, sposò Jaroslava Rurikovna, una figlia del principe di Belgorod Rurik Rostislavič (che era stato e sarebbe ancora stato principe di Kiev) e di sua moglie Anna di Turov. La coppia ebbe una figlia, Agata (dopo il 1188-dopo il 31 agosto 1247), anche detta Agafia e moglie di Corrado I di Masovia.